# Zuidoost-Aziatisch kampioenschap voetbal onder 16 - 2011
De AFF voetbalkampioenschap voetbal onder 16 - 2011 werd gehouden 7 juli 2011 tot en met 20 juli 2011 in Laos. Het toernooi werd gewonnen door Thailand.

## Toernooi

### Groep A
| Team       | Pld | W | D | L | GF | GA | GD | Pts |
| ---------- | --- | - | - | - | -- | -- | -- | --- |
| Thailand   | 4   | 2 | 2 | 0 | 11 | 4  | +7 | 8   |
| Laos       | 4   | 2 | 2 | 0 | 6  | 2  | +4 | 8   |
| Maleisië   | 4   | 1 | 3 | 0 | 7  | 5  | +2 | 6   |
| Indonesië  | 4   | 0 | 2 | 2 | 4  | 8  | −4 | 2   |
| Oost-Timor | 4   | 0 | 1 | 3 | 5  | 14 | −9 | 1   |

### Groep B
| Team       | Pld | W | D | L | GF | GA | GD  | Pts |
| ---------- | --- | - | - | - | -- | -- | --- | --- |
| Myanmar    | 4   | 3 | 1 | 0 | 8  | 4  | +4  | 10  |
| Singapore  | 4   | 3 | 0 | 1 | 15 | 2  | +13 | 9   |
| Vietnam    | 4   | 2 | 0 | 2 | 15 | 9  | +6  | 6   |
| Cambodja   | 4   | 1 | 1 | 2 | 4  | 10 | −6  | 4   |
| Filipijnen | 4   | 0 | 0 | 4 | 2  | 19 | −17 | 0   |

## Knock-outfase
- Alle tijden zijn lokaal (UTC+7

### Halve finales
|                    |                   |         |           |                                                                     |
| 18 juli 2011 17:00 | Thailand          | 2 - 0   | Singapore | New Laos National Stadium, Vientiane Scheidsrechter: Hoang Anh Tuan |
| 18 juli 2011 17:00 | Puangbut 62', 70' | Verslag |           | New Laos National Stadium, Vientiane Scheidsrechter: Hoang Anh Tuan |

|                    |         |         |               |                                                                     |
| 18 juli 2011 19:00 | Myanmar | 0 - 1   | Laos          | New Laos National Stadium, Vientiane Scheidsrechter: Suhaizi Shukri |
| 18 juli 2011 19:00 |         | Verslag | Kettavong 29' | New Laos National Stadium, Vientiane Scheidsrechter: Suhaizi Shukri |

### Kleine Finale
|                    |                                  |         |           |                                                                           |
| 20 juli 2011 17:00 | Myanmar                          | 2 - 1   | Singapore | New Laos National Stadium, Vientiane Scheidsrechter: Sipaseuth Sinbandith |
| 20 juli 2011 17:00 | Phoe La Pyae 50' Wai Hin Tun 62' | Verslag | Adam 35'  | New Laos National Stadium, Vientiane Scheidsrechter: Sipaseuth Sinbandith |

### Finale
|                    |             |         |      |                                                                                         |
| 20 juli 2011 19:00 | Thailand    | 1 - 0   | Laos | New Laos National Stadium, Vientiane Toeschouwers: 30,000 Scheidsrechter: Sukhbir Singh |
| 20 juli 2011 19:00 | Suchanon 5' | Verslag |      | New Laos National Stadium, Vientiane Toeschouwers: 30,000 Scheidsrechter: Sukhbir Singh |